# El día que Artigas se emborrachó
«El día que Artigas se emborrachó» es la primera canción del séptimo álbum de estudio de El Cuarteto de Nos, El tren bala. La canción generó controversia en su época, no sólo por su contenido explícito, sino también porque difamaba al máximo prócer de Uruguay, José Gervasio Artigas, por lo que recibió una denuncia penal.
En el 2004 la canción fue regrabada para el álbum homónimo de la banda.

## Letras
En el Congreso de abril de 1813, celebrado en la Banda Oriental, el general Artigas comenzó su discurso con la siguiente frase: “Mi autoridad emana de vosotros y ella cesa por vuestra presencia soberana”. Como introducción para este tema, Roberto Musso parodia esta frase modificándola para que parezca dicha por un Artigas totalmente borracho, haciéndolo decir: “Mi autoridad es la hermana de vosotros y ella se deja ante mi presencia soberana”.

## Controversia
El Ministerio de Educación y Cultura de Uruguay hizo en 1996 una denuncia penal a la justicia por entender que se estaba difamando al prócer nacional de Uruguay José Gervasio Artigas.
El juicio finalmente quedó nulo, porque el fiscal entendió que no se había cometido ningún delito. Luego intentaron que juzgara la justicia militar en plena democracia, porque se creía que vilipendiaban la bandera de Artigas. Finalmente el INAME (actual INAU) prohibió que el disco se vendiera para menores de 18 años y que se transmitiera por radio en el horario de protección al menor. Fue el único caso de intento de censura en Uruguay de un tema musical luego del retorno de la democracia en 1985.

## Personal
- Roberto Musso: Voz y segunda guitarra.
- Riki Musso: Guitarra principal.
- Santiago Tavella: Bajo.
- Álvaro Pintos: Batería.